# Oswaldo Flores
Oswaldo Flores (Callao, Perú, 9 de abril de 1960-Callao, Perú, 22 de abril del 2025) fue un futbolista peruano que se desempeñó como delantero en clubes como el Club Atlético Chalaco, Sporting Cristal donde fue campeón 1983, Alianza Lima entre otros.

## Trayectoria
Se inició en Sport Boys a los 8 años, de infantíl pasó al club Víctor Marín (también del Callao), luego en el Grumete Medina.
En la Profesional debutó el Club Atlético Chalaco a inicios en 1980 donde jugó Copa Libertadores. En 1982 pasó al Club Sporting Cristal y campeonó en 1983.
Luego jugó en Club Centro Deportivo Municipal.y en Club Alianza Lima para el Campeonato Descentralizado 1987 Post Tragedia del Fokker. Se retiró en el Sport Boys Association.en 1990 donde ascendió a Primera en 1989.

## Clubes
| Club                            | País | Temporada   |
| ------------------------------- | ---- | ----------- |
| Club Grumete Medina             | Perú | 1979        |
| Club Atlético Chalaco           | Perú | 1980 - 1981 |
| Club Sporting Cristal           | Perú | 1982 - 1984 |
| Club Centro Deportivo Municipal | Perú | 1985 - 1987 |
| Club Alianza Lima               | Perú | 1987 - 1988 |
| Sport Boys Association          | Perú | 1989 - 1990 |

## Palmarés
| Título                    | Club             | País | Año  |
| ------------------------- | ---------------- | ---- | ---- |
| Primera División del Perú | Sporting Cristal | Perú | 1983 |
| Segunda División          | Sport Boys       | Perú | 1989 |